# Kiss & Kill
Kiss & Kill (Originaltitel: Killers) ist eine Action-Filmkomödie aus dem Jahr 2010 von Regisseur Robert Luketic mit Katherine Heigl und Ashton Kutcher in den Hauptrollen.

## Handlung
Spencer Aimes ist ein Auftragskiller, der für die Regierung arbeitet, in fremde Länder reist und ein Leben mit schnellen Autos und vielen Frauen führt. Er ist gerade in Nizza für einen Auftrag unterwegs, als er die Computerspezialistin Jen Kornfeldt kennenlernt und sich in sie verliebt. Die beiden heiraten und Spencer hängt seinen gefährlichen Job an den Haken.
Drei Jahre später führen Jen und Spencer ein harmonisches Leben mit gewöhnlichen Jobs. An seinem Geburtstag bekommt Spencer eine Postkarte von seinem alten Boss Holbrook, der ihm einen neuen Auftragsjob aufzwingen will. Jens Vater, Mr. Kornfeldt, sieht die Postkarte und wird skeptisch, als Spencer ihm erzählt, sie sei von seinem alten Chef, der ihm immer noch regelmäßig Urlaubsgrüße zukommen lässt. Spencer findet Holbrook kurz darauf tot in einem Hotelzimmer. Spencer erfährt, dass auf ihn 20 Millionen Dollar Kopfgeld ausgesetzt wurden und er nun von anderen Auftragskillern verfolgt wird. Er muss feststellen, dass sein gesamtes Umfeld ihm nun an den Kragen will: So entkommen er und Jen nur knapp den Mordanschlägen seines vermeintlichen Freundes und Arbeitskollegen Henry, seiner Sekretärin Vivian, Henrys Frau Olivia und Jens bester Freundin Kristen. Jen, die nun hin- und hergerissen ist, ob sie Spencer nach dessen entlarvter Vergangenheit überhaupt noch vertrauen kann, erfährt währenddessen, dass sie schwanger ist.
Als Jen und Spencer letztlich auch von Mr. Kornfeldt aufgesucht werden, erfahren sie, dass er derjenige war, der die Killer auf Spencer losgelassen hat. Er war selbst einst Auftragskiller und hat die Schläfer in Spencers und Jens Umfeld eingebracht, für den Fall, dass Spencer von seinem alten Boss reaktiviert würde. Außerdem kannte Mr. Kornfeldt Holbrook, von dem er wusste, dass dieser korrupt war und Spencer somit unwissentlich für die falsche Seite gearbeitet hat. Spencer kann Mr. Kornfeldt davon überzeugen, dass alles nur ein Missverständnis war und er mit seinem alten Job abgeschlossen hat. Jen entscheidet sich, bei Spencer zu bleiben und die Familie versöhnt sich.
Der Film endet damit, dass Spencer mit Jen und deren Eltern seinen Sohn in dessen Kinderzimmer schlafen legt. Nachdem alle den Raum verlassen haben, wird offenbar, dass dieser rund um das Babybett komplett lasergesichert ist.

## Hintergrund

### Produktion
Kiss & Kill wurde in Atlanta, Douglasville, Marietta, Woodstock sowie in den Riverwood Studios in Senoia im US-Bundesstaat Georgia gedreht. Weitere Aufnahmen, die Nizza darstellen, wurden in Villefranche-sur-Mer aufgezeichnet. Die Dreharbeiten fanden um den 27. März 2009 statt.
Ein nicht verwendetes, alternatives Ende zeigt Jen und Spencer wieder gemeinsam in Nizza, wie sie im Hotelbett liegen. Als das Zimmermädchen an die Tür klopft, richten beide erschreckt die Waffen auf die Tür und der Film endet.
Larry Joe Campbell hat eine kleinere Rolle im Film. Sänger Usher ist bei einem Gastauftritt als Manager eines Supermarktes zu sehen, der Jen bei der Auswahl eines Schwangerschaftstests berät.
Während der Dreharbeiten schlug Ashton Kutcher mit der Faust versehentlich einen Stuntman nieder.

### Veröffentlichung
Der Film feierte seine Premiere am 1. Juni 2010 in Hollywood. In den US-amerikanischen Kinos lief der Film am 4. Juni 2010 an. In der Schweiz war der Film ab dem 23. Juni 2010 zu sehen. In Deutschland und Österreich wurde er ab dem 5. August 2010 gezeigt. Auf DVD erschien der Film in Deutschland am 2. Dezember 2010 mit einer FSK-12-Freigabe.

### Budget und Einspielergebnisse
Das Budget des Films wurde auf 75 Millionen US-Dollar geschätzt. Am Eröffnungswochenende wurden in den USA über 15,8 Millionen US-Dollar eingespielt. Insgesamt beliefen sich die Einnahmen in den USA auf über 47 Millionen US-Dollar.

## Deutsche Synchronfassung
Die deutsche Synchronbearbeitung entstand bei Cinephon Synchron in Berlin. Das Dialogbuch verfasste Michael Nowka, der zugleich die Synchronregie führte.
In einer Szene fragt Spencer Jen, ob ihr Vater der Mann sei, der wie „Magnum“ aussieht. Dies ist ein Verweis auf die Serie Magnum, in der Tom Selleck den Privatdetektiv Thomas Magnum spielte. Dieser Satz kommt nur in der deutschen Synchronisation vor, im englischen Original sagt Asthon Kutcher „That is gorgeous moustache“ („Das ist ein prächtiger Schnauzbart“). Die Synchronisation der Rolle wurde von Norbert Langer übernommen, der Tom Selleck bereits in der Fernsehserie Magnum seine Stimme lieh.
| Darsteller             | Deutscher Sprecher | Rolle          |
| ---------------------- | ------------------ | -------------- |
| Ashton Kutcher         | Marcel Collé       | Spencer Aimes  |
| Katherine Heigl        | Antje von der Ahe  | Jen Kornfeldt  |
| Tom Selleck            | Norbert Langer     | Mr. Kornfeldt  |
| Catherine O’Hara       | Liane Rudolph      | Mrs. Kornfeldt |
| Letoya Luckett         | Julia Ziffer       | Amanda         |
| John Atwood            | Frank-Otto Schenk  | Don Nootbar    |
| Winston Story          | Claudio Maniscalco | Eurocreep      |
| Rob Riggle             | Torsten Münchow    | Henry          |
| Martin Mull            | Eberhard Haar      | Holbrook       |
| Mary Birdsong          | Anke Reitzenstein  | Jackie Vallero |
| Jean-Charles Fonti     | Christian Gaul     | Jean-Paul      |
| Usher Raymond          | Sascha Rotermund   | Kevin          |
| Casey Wilson           | Nana Spier         | Kristen        |
| Kevin Sussman          | Stefan Krause      | Mac Bailey     |
| Michael Daniel Cassady | Dennis Schmidt-Foß | Milo           |
| Alex Borstein          | Almut Zydra        | Mrs. Baily     |
| Lisa Ann Walter        | Peggy Sander       | Olivia Brooks  |
| Larry Joe Campbell     | Hans Hohlbein      | Pete Denham    |
| Katheryn Winnick       | Anja Stadlober     | Vivian         |

## Auszeichnungen
Bei den Teen Choice Awards wurde Ashton Kutcher 2010 in der Kategorie Choice Movie Actor: Comedy ausgezeichnet, während der Film in der Kategorie Choice Movie: Comedy nominiert wurde. Kutcher wurde 2011 für die Goldene Himbeere als schlechtester Schauspieler für seine Darstellung in Kiss & Kill sowie Valentinstag ausgezeichnet. Im selben Jahr wurden Oliver Keller und Ken Clark in der Kategorie Best Fight für einen Taurus Award nominiert.

## Kritiken
Der Film wurde überwiegend negativ aufgenommen. Rotten Tomatoes ermittelte aus 109 Kritiken insgesamt nur 10 Prozent positive Stimmen.

„Die Charaktere von ‚Kiss & Kill‘ sind so flach und klischeebeladen wie die Witze von Mario Barth. Brüste und Bizeps anstatt Dialogduelle und komisches Timing. Keine Eleganz, nirgends. Das Seidentuch in Kutchers Hemdausschnitt wirkt wie ein peinlicher Versuch. Während Katharine Hepburn ein Heben der Augenbraue genügt hätte, um klarzustellen, wo der Hammer hängt, findet Heigl vor lauter Geschrei nicht mal den Werkzeugkasten. Eigentlich sollte die anfangs vielversprechende Heigl nach Misserfolgen wie ‚Die nackte Wahrheit‘ und ‚27 Dresses‘ das hysterische Weibchen langsam mal leid sein.“

„Mehr Killer-Parodie als romantische Komödie, reiht der Film lediglich Genre-Standards aneinander, die von den hölzernen Darstellern nicht mit Leben gefüllt werden.“

„Die Story sprüht nicht gerade vor Originalität, und auch die verblüffenden Wendungen dürften erfahrene Kinogänger kaum überraschen. Dennoch ist ‚Kiss & Kill‘ längst nicht so schlecht, wie die harschen Verrisse in der US-Presse vermuten lassen. Ob Ashton Kutcher als internationaler Topspion eine glaubwürdige Figur abgibt, ist so nebensächlich wie die Frage, ob die Handlung einer logischen Überprüfung standhält. Je absurder die Situationen, desto größer der Spaß fürs Publikum. Regisseur Robert Luketic (‚Die nackte Wahrheit‘) hetzt seine Stars durch ein amüsantes Abenteuer, das sich selbst nicht ernst nimmt und gerade deshalb für ein unbeschwertes, erfrischend selbstironisches Kinovergnügen sorgt. Fazit: Beziehungsgespräche im Kugelhagel: Die actionreiche Romanze punktet mit gut aufgelegten Darstellern. Perfektes Sommerkino.“